# Градски музей на Кастел Нуово
Градският музей на Кастел Нуово (на италиански: Museo civico di Castel Nuovo) е музей в Неапол, Италия, открит през 1990 г. и разположен в едноименния замък, по-известен като „Маскио Анджоино“.
Музейната колекция е разположена в някои от помещенията на замъка, като Палатинския параклис, Oръжейната зала, и достига първите два етажа, където са изложени скулптури, предмети и картини, изработени от Средновековието до края на XIX век. Изложени са 334 експоната, като от тях 149 са картини, 152 скулптури, 19 стенописи, 11 мебели, 3 надгробни плочи.

## Вътрешен двор

### Палатински параклис
Първата част от музея е Палатинскияt параклис (посветен на св. Себастиан или св. Барбара), датиращ от 1307 г. Параклисът разполага с мраморен ренесансов портал с релефи, изобразяващи „Рождество“ и „Мадоната и ангели“ от Андреа дел'Акуила и от Франческо Лаурана, увенчан от розетен прозорец – дело на Матео Форчиманя, принадлежащ към Каталонската школа. 
След различните ремонти от миналите векове параклисът е върнат към каноните на Готическата архитектура – той е еднокорабен, покрит със свод от дървени форми, без странични параклиси.
Той е единственото останало свидетелство от древния дворец на Анжуйската династия и съхранява произведения от края на XIV век до началото на XVI век, включително двадесет фрески от (1360 – 1375)г. снети от стените на Замъка на Балцо в Казалуче през 1972 г.
Вътре има картини на Джото, декоративни останки, приписвани на Мазо ди Банко и киворий от XV век от Якопо дела Пила. Има и други цикли от фрески от XIV век от замъка на Балцо в Казалуче и кивориума от XIV век на неаполитанската базилика „Сан Дженаро фуори ле Мура“.
От особено значение са ценните скулптури, създадени от художници, работили и върху триумфалната арка на Алфонсо V Арагонски (XV век), примери за Неаполитанския ренесанс. Сред тях са две „Мадона на трона с Младенеца“ от Франческо Лаурана, едната от които също се нарича „Мадона дел Пасеро“, идваща от църквата „Сант Агостино дела Дзека“. Това произведение е направено по време на първия неаполитански престой на художника и е най-близко по стил до арката на Алфонсо – дело на самия Лаурана. Другото произведение на Лаурана обаче е изваяно по време на втория му неаполитански престой през 1474 г. и скулптурата е направена специално за Палатинския параклис.
Други произведения от най-висок порядък са тези на Доменико Гаджини, ученик на Донатело и Брунелески, който, обърната една срещу друга, създава две скинии с Мадоната и Младенеца, разположени на страничните стени, и с Мадона с Младенеца от базиликата на Сантисима Анунциата Маджоре.
Интериорът на параклиса включва стенописи от Джото, рисувани около 1330 г., които възпроизвеждат Историите от Стария и Новия завет. Съдържанието на този цикъл от фрески е почти изцяло загубено, въпреки че остават декоративни части в отворите на прозорците, които напомнят тези на параклиса „Барди“ в „Санта Кроче“ във Флоренция. 
Изложени са и сребърни предмети, които съставляват голяма част от обзавеждането на базиликата „Сантисима Анунциата Маджоре“, сред които се открояват свещници от бароковата епоха.

#### Някои творби
Анонимен
- Бронзова камбана на Света Барбара (параклисът в древни времена е посветен на нея)

Доменико Гаджини
- Мадоната с Младенеца, двама поклонници и ангели (Табернакъл 78x204)
- Мадоната с Младенеца (мраморна скулптура)
- Табернакъл (мраморна скулптура)

Джото
- Библейски сцени (няколко фрагмента от фресковия цикъл на параклиса)

Франческо Лаурана
- Мадоната с Младенеца (мраморна скулптура 147 см)
- Мадона на трон с Младенеца (мраморна скулптура 160 см)
- Архангел Михаил (мраморна скулптура)

Якопо дела Пила
- Киворий (1481)

Трети майстор от Казалуче
- Историята на Свети Антоний Абат (фреска от замъка Балцо)
- Бенедиктински светец (фреска от замъка Балцо)
- Мария Магдалена (фреска от замъка Балцо)

Николо ди Томазо
- Истории на Св. Гулиелмо ди Джелоне (няколко фрагмента от цикъла стенописи от замъка Балцо)

- Сан Пиетро Челестино (папа Целестин V) (фреска от замъка Балцо)
- Раймондо дел Балцо, представен от Сан Гулиелмо ди Джелоне (фреска от замъка Балцо)

### Оръжейна зала
В помещението, наречено Оръжейна зала, каквато функция е имало, са изложени руини от сгради, съществували преди изграждането на Кастел Нуово.
При реставрационни работи в северната част на замъка, в пространството под Залата на Бароните са открити важни археологически останки от римската епоха, датиращи от края на I век пр. н. е. и втората половина на V в.
Най-приеманата хипотеза е, че това е басейн или канал, принадлежащ на перистила или градината на римска вила. По крайбрежната ивица на Неаполис (името на Неапол в този период), в годините между края на Републиката и началото на Империята са построени множество резиденции, най-важната от които е тази на Луций Лициний Лукул, която се простира между Кастел дел Ово и Пицофалконе и според някои учени достигаща до Кралския дворец и Кастел Нуово.
Впоследствие през (VI-XII в.) районът е използван като некропол. Идентифицирани са около петдесет погребения, принадлежащи както на възрастни, така и на млади хора от двата пола. Намерени са погребални предмети, някои от които са лични предмети, като пръстени, обеци и двойка бронзови шпори, всичките съхранени в Национален археологически музей. В тази област са намерени керамични съдове, както местно производство, така и внос от Африка.
Влизайки в залата, веднага се забелязва вана от крайградска вила от V век, покрита с бели мраморни плочи, върху които е вмъкната анжуйската окачена стена. Най-старата част от тези находки, датираща от I в. пр. н. е., се намира в източната част на помещението и е представена от апсида, която се отваря в пет полукръгли ниши. Най-утвърдената хипотеза е, че това е басейн, принадлежащ на вила от онова време, вероятно тази на Лициний Лукул.
Освен това са открити няколко десетки погребения, датиращи от периода, в който тази област пое ролята на некропол (VI-XII век), с минимални погребални предмети и някои лични предмети като пръстени, обеци и чифт украсени с котка  бронзови шпори. 

## Първи етаж
Планът предлага посещение на произведения, идващи от затворени градски църкви или разпуснати организации. Залите са подредени в хронологичен ред и са разположени, подобно на тези на втория етаж, в югозападното крило на замъка.
На първия етаж са изложени произведения (картини, скулптури и литургично обзавеждане). Идващи от разрушени църкви, експонатите са главно на религиозна тематика, обхващаща XV, XVI, XVII и XVIII век.
На първия етаж е възможно да се видят картини от XV век от църквата „Сант Елиджио Маджоре“, като „Мадоната и Младенеца със светци“, както и множество картини от XVI и XVII век, като „Смъртта на Свети Йосиф“ от Паоло Де Матейс.
От църквата на „Свети Бернардин и Маргарита във Фонсека“ идват „Мадоната в слава“ от Паоло Финьолио, „Авраам и трите ангела“ от Пачеко Де Роза, копие на Херкулес и дъщерите на Онфале от Бернардо Кавалино. Платното на Франческо Солимена, „Чудото на Свети Йоан Божи“, е нарисувано по случай канонизирането на светеца: за тази работа художникът се позовава на стенописите в сакристията на базиликата „Сан Паоло Маджоре“. „Христос и Вечният отец“ е дело на Фабрицио Сантафеде.
От базиликата „Сантисима Анунциата Маджоре“ идва бюст-реликварий на Света Варвара в сребро, мед и резбовано дърво, „Света Сесилия на органа“ от неизвестен неаполитански автор, „Благовещение“ от Андреа Малинконико. Реликварният бюст на Сан Дженаро от неаполитански майстори на сребро, датиран около 1639 г., идва от базиликата „Сан Дженаро фуори ле мура“. Има бронзовата врата на замъка от XV век.
„Свети Никола в слава“, подписан и датиран през 1658 г. от Лука Джордано, идва от църквата „Сан Никола а Нило“. „Чудото на Свети Йоан Божи“ от Франческо Солимена идва от църквата „Санта Мария дела Паче“. „Поклонението на влъхвите“ от XVI век е нарисувано за Палатинския параклис на замъка от Марко Кардиско, който, следвайки урока на Рафаело, изобразява портретите на Фердинанд I, Алфонсо II и Карл V в картината вместо тримата влъхви.

И накрая, присъстват картини от Неаполитанската школа от XVII век, включително картини на Матия Прети и Доменикино.

### Някои експонати
Анонимен автор
- Бюст-реликварий на св. Януарий (сребро и бронз – 1639)
- Св. Сесилия на органа (картина от ок. 1660 г.)

Марко Кардиско
- Поклонението на влъхвите (картина)
- Св. Себастиан (картина)
- Св. Рох (картина)

Якопо Честаро
- Св. Лука рисува Мадоната (ок. 1740-49)

Паоло Де Матейс
- Смъртта на св. Йосиф (картина)

Пачеко де Роза
- Авраам и трите ангела (картина 1625 – 1649)

Джулиано Финели
- Скулптура на Непорочното зачатие (сребро - ок. 1637-40)

Паоло Доменико Финоля
- Мадоната в слава сред ангели музиканти, Свети Бернардин, Свети Антоний Падуански и Света Маргарита (17 век)

Франческо Фраканцано
- Света Варвара водена към мъченическа смърт (1625-1649)

Винченцо Джемито
- Глава на младеж (глинена скулптура 1868 – 71)

Лелио Джилберто
- Бюст-реликварий на Света Варвара (сребро, мед и дърво - 1607)

Лука Джордано
- Св. Никола в слава (картина 1658)

Мария Прети
- Мадоната с Младенеца със светците Доминик, Катерина Сиенска, Карл Боромео, Тома Аквински и Августин

Северо Йераче
- Непорочната Мадона с Бог Отец, Свети Франциск от Асизи и Свети Йероним (1537)

Андреа Малинконико
- Благовещение (17 век)

Гулиелмо Монако
- Бронзова врата (15 век)

Франческо Пагано
- Мадоната с Младенеца между Свети Григорий, Свети Бенедикт и дарител (1475-1499)

Джузепе Реко
- Натюрморт с риба (1665-70)

Фабрицио Сантафеде
- Христос и Вечният Отец

Франческо Солимена
- Мадона с Младенеца и Свети абат Мавър (около 1725-30)

- Чудото на Свети Йоан Божи

## Втори етаж
На втория етаж има изложени картини от ХІХ и ХХ век, които са собственост на Община Неапол. Има и скулптури дело на Винченцо Джемито, а също и произведения на Франческо Йераче, които са част от дарението, направено от Джераче в полза на Общината.
Темата на изложените творби по същество се отнася до патриотични и революционни сюжети, белязани със смелост и жертва за Италия.
Има и картини от пейзажния жанр на Школата в Позилипо, включително творби на Федерико Росано.

#### Някои творби
Микеле Камарано
- Кланетата в Алтамура (около 1863 г.)

Винченцо Каприле
- Пазарна сцена (ок. 1910 г.)

Венцел Франц
- Влизането на Гарибалди в Неапол на 7 септември 1860 г. (1860-1875)

Винченцо Джемито
- Малкият рибар (бронзова скулптура)

Франческо Йераче
- Викта (мраморен бюст)

- Шарлот Хабсбургска в Мирамаре (мраморен бюст)

- Guappetiello (гипсова скулптура)
- Портрет на жена (бюст от теракота)

Джамбатиста Вико (бюст от теракота)
- Мириам (мраморен бюст)

Антонио Манчини
- Портрет на принцеса Тина Пинятели (1905-1917)

Франческо Манчини "Лорд"
- Марина ди Амалфи (акварел - 1883)
- Сблъсък между берсалиери и австрийски пехотинци

Винченцо Маринели
- Чезаре Мормиле и неаполитанското въстание от 1547 г

Никола Паризи
- Карло Поерио осъден на доживотен затвор

Джовани Серители
- Откриване на сухите докове

Джоакино Тома
- Строг изпит на Светата служба (1864)

Карло Ванвители
- Изглед към новия път на Киая Ривиера (рисунка с акварел - около 1778 г.)

- Винченцо Маринели, Чезаре Мормиле и неаполитанското въстание
- Франческо Йераче, Портрет на жена
- Франческо Йераче, Портрет на Джамбатиста Вико
- Франческо Йераче, Мириам
- Антонио Манчини, Принцеса Пинятели
- Франц Венцел Шварц, Гарибалди в Неапол
- Джоакино Тома, Строг изпит на Светата служба